# Teoria generației spontane
Teoria generației spontane (autogeneza) este o teorie științifică perimată care afirma că unele organisme vii iau naștere din materie moartă. În general se considera că mucegaiul sau viermii apar din materie neînsuflețită. Teoria generației spontane  a fost un concept aristotelic și în prezent originea vieții din punct de vedere științific este explicată prin abiogeneză.
Teoria generației spontane a fost pusă la îndoială de oamenii de știință care au efectuat experimente în secolul al XVII-lea, cum ar fi naturalistul italian Francesco Redi. A fost infirmată de Louis Pasteur prin experiențele sale cu flacoane cu gât de lebădă (bouteille à col de cygne) și prin descoperirea procesului de fermentație. De asemenea a fost infirmată prin experiențele lui John Tyndall.